# Crudismo (alimentación)

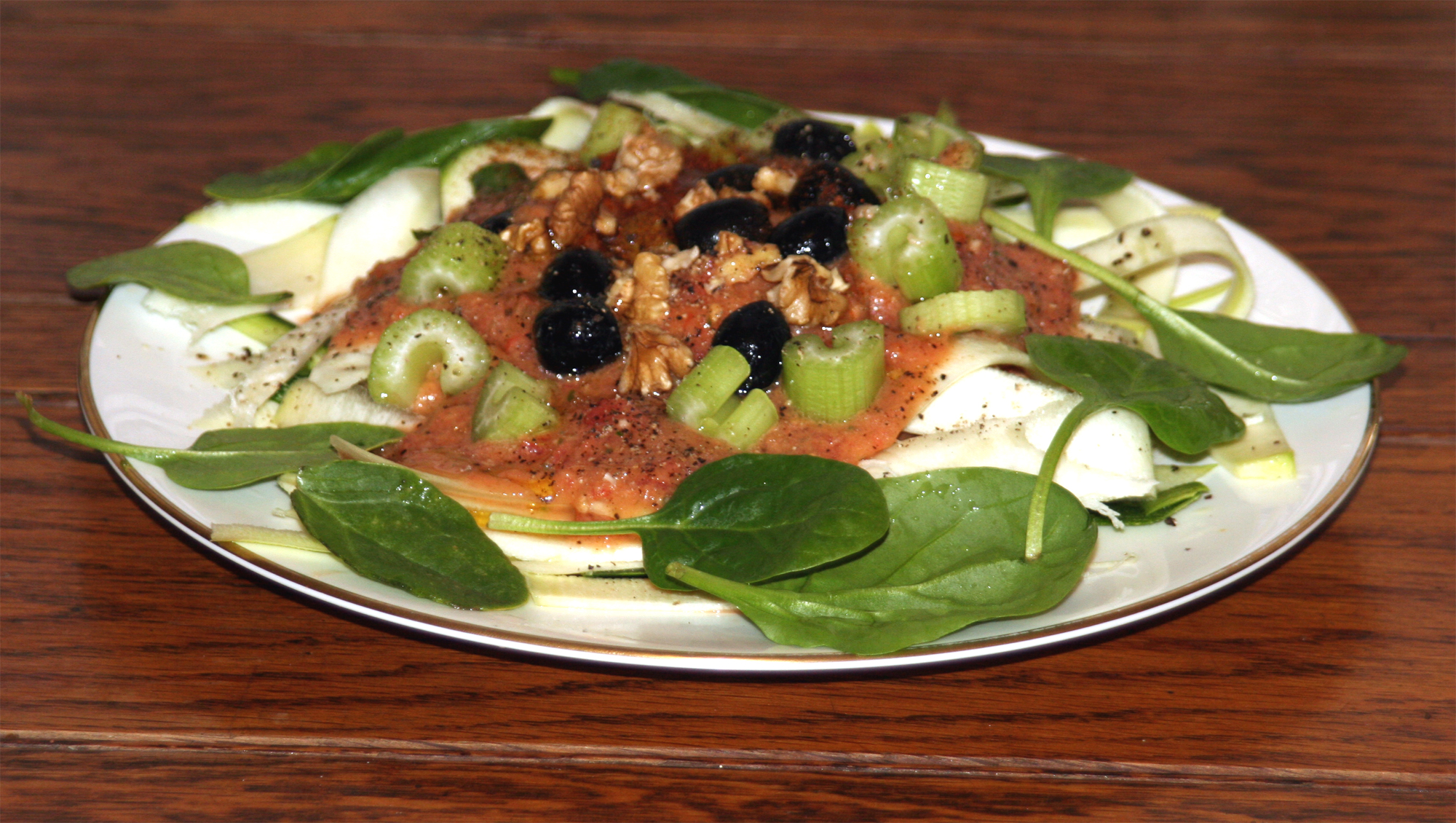
Un plato crudívoro de tomates con salsa de aceitunas, apio, espinacas y nueces sobre espaguetis de calabacín.

El crudismo, crudivorismo o alimentación crudista es la práctica de consumir alimentos sin cocinar y no procesados en un porcentaje bastante alto (60-100%) de la dieta.
Las dietas crudistas pueden incluir una selección de frutas, verduras, frutos secos, semillas, generalmente germinadas, huevos, pescado (incluyendo al ceviche y al sashimi), huevas de pescado como el caviar o la botarga, carne condimentada, como el carpaccio, el filete tártaro o el kibbeh nayye, y productos lácteos no pasteurizados o no homogeneizados como leche cruda, queso fresco, kéfir o yogur.
Aunque el crudismo o crudivorismo por definición no implica que el alimento deba ser vegetal, parte de los crudivoristas son vegetarianos o veganos. En este último caso se llaman crudiveganos.
Una dieta totalmente cruda puede ocasionar problemas de salud si no está bien equilibrada debido a la dificultad de suplir todos los nutrientes necesarios, por lo que no es recomendada.

## Preparación de la comida
Muchos alimentos de la dieta crudívora son simples de preparar (frutas, ensaladas, nueces, setas y lácteos). Otros alimentos requieren ser planificados con antelación para poder ser consumidos. Algunas legumbres y cereales, por ejemplo, requieren ser germinados o remojados durante la noche anterior para poder ser digeridos.

Para la preparación de recetas crudívoras más sofisticadas, normalmente se utilizarán batidoras, procesadores de comida, licuadoras y deshidratadores.

## Higiene
- En cuanto se trata de vegetales que se pueden consumir crudos, como suele ser el caso de gran parte de las frutas (si se ha de pelar o mondar una fruta primero conviene lavar su cáscara con abundante agua) y verduras, y máxime si tales vegetales son de cultivos orgánicos, el crudivorismo parece  ser la opción más sana para la ingesta de tales alimentos teniendo la precaución de que tales alimentos se encuentren en buenas condiciones (un riesgo importante es la posible presencia de mohos o de bacterias como la Escherichia coli ya que los abonos de cultivos orgánicos suelen ser excrementos de animales y por ende tales abonos si no está bien realizado el compost son caldos cultivo de nocivos microorganismos, razón por la cual si tales son los abonos se recomienda el lavado de los alimentos vegetales con una mezcla de agua y lejía también llamada lavandina[3]) y el ser previamente bien lavados con agua potable (muchas veces se les desinfecta con una mezcla de agua potable y bicarbonato de sodio -en la relación una cucharada de bicarbonato por litro de agua potable limpia- o sumergiéndolas algo más de 5 minutos en vinagre de alcohol). Si los frutos crudos tienen cáscaras comestibles se suele recomendar que se les ingiera con sus cáscaras pero el problema es que en los cultivos industriales muchas veces las cáscaras pueden estar contaminadas con pesticidas.

- El crudismo con alimentos animales suele ser desaconsejable  ya que la mayoría de los animales suelen ser portadores de parásitos macro o microscópicos o, si no están suficientemente cocinados, o si han estado en proceso de corrupción (por leve que tal corrupción sea), suelen asimismo ser portadores de peligrosas enfermedades contagiosas o poseer compuestos altamente tóxicos como la putrescina y la cadaverina .

En cuanto a la leche animal se desaconseja absolutamente su consumo en crudo, toda leche (excepto la materna humana que el bebé obtiene directamente de la teta ) debe ser pasteurizada.
En países «occidentales» muchas veces se consumen los huevos crudos (o batidos en licuados o con bebidas alcohólicas) o preparados (sin cocción) en forma de mayonesa ; aunque tales prácticas estén muy difundidas y suelen ser tradicionalmente consideradas muy sanas, lo cierto es que los huevos crudos no tienen suficientemente sintetizada la vitamina B12 y muchas veces son portadores de enfermedades como la salmonelosis. En cuanto a la mayonesa lo preferible es que también sea debidamente pasteurizada.
Si el crudivorismo con alimentos animales está objetado o nada recomendado para el ser humano joven aún más peligroso resulta el crudivorismo con alimentos de origen animal en niños o en niñas, en ancianos, en mujeres embarazadas y en personas inmunodeprimidas (aunque se trate del consumo de los hoy muy difundidos sushi o de ceviches etc.).

## Alimentos vegetales que pueden consumirse crudos

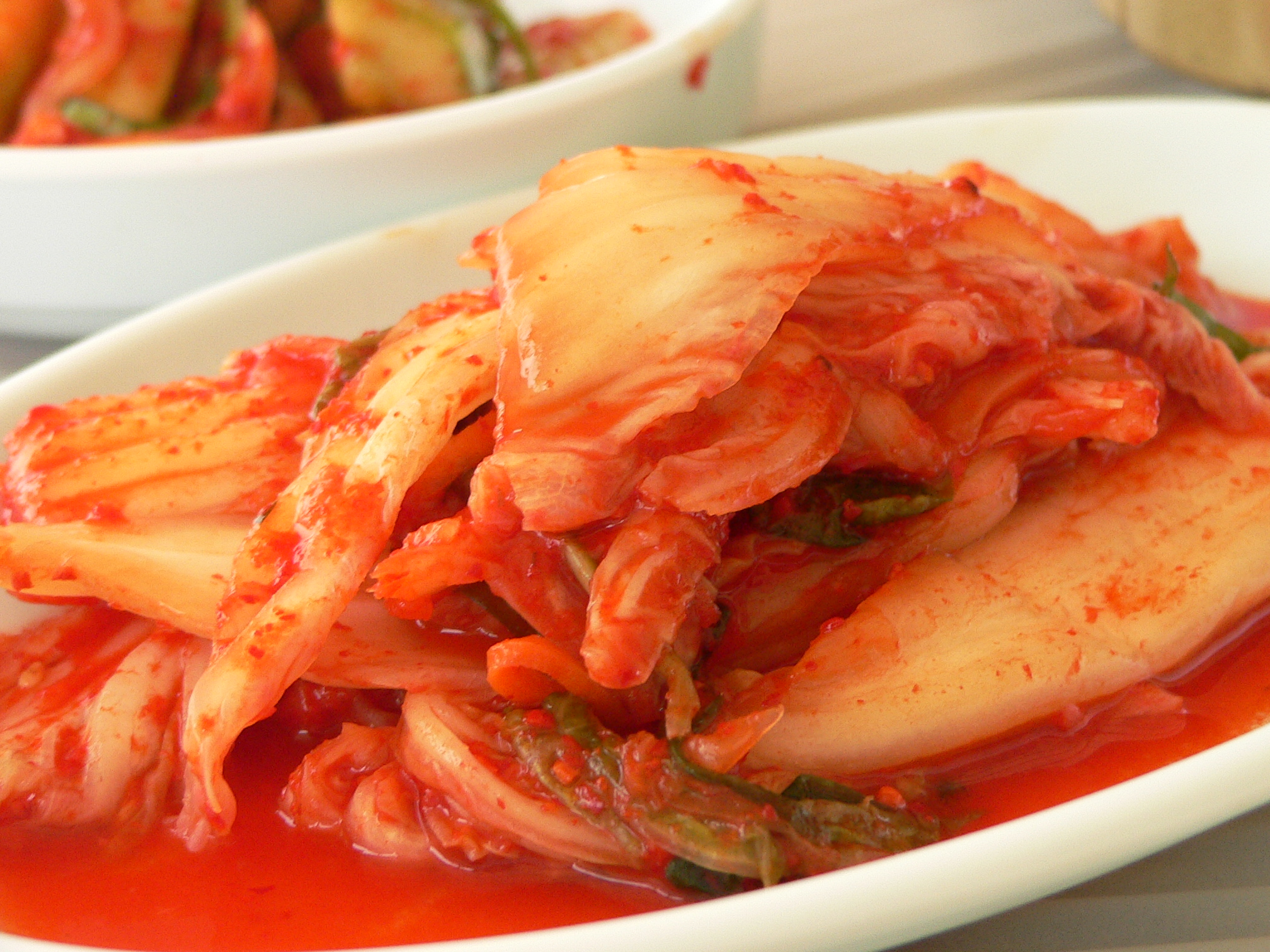
Kimchi (col coreana especiada).
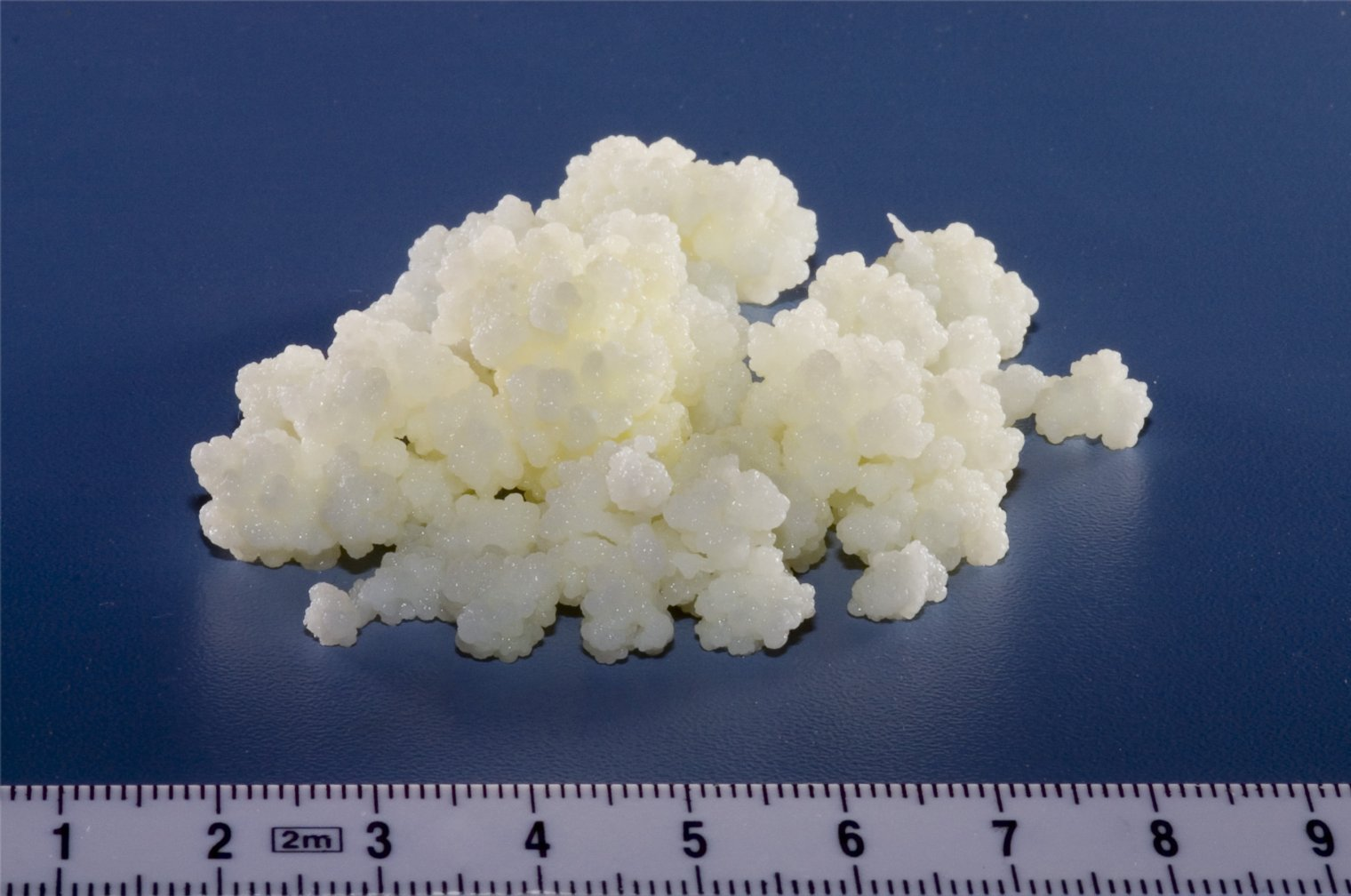
Kéfir, caucasiano.
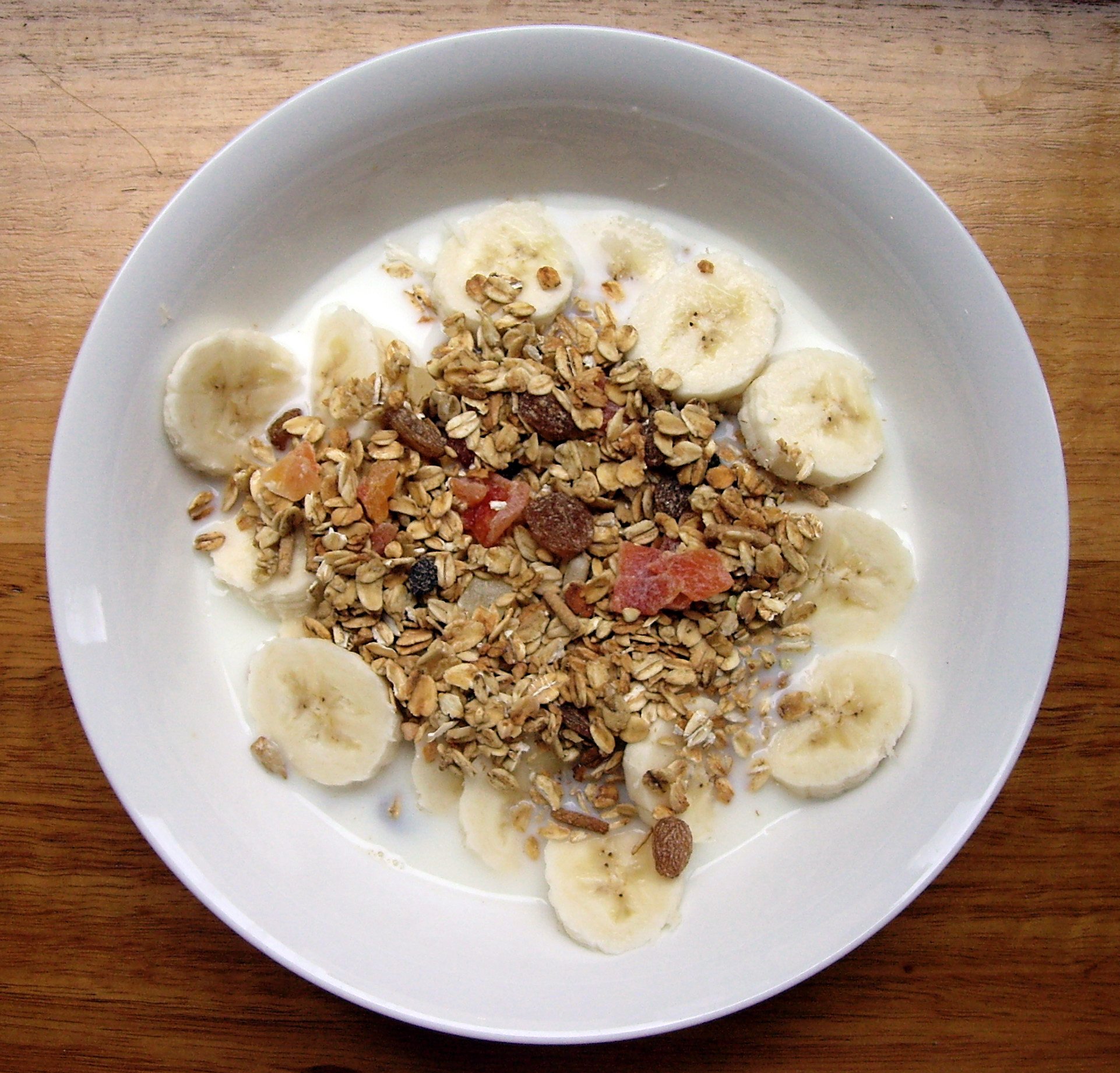
Muesli (cereales, frutas y frutos secos).
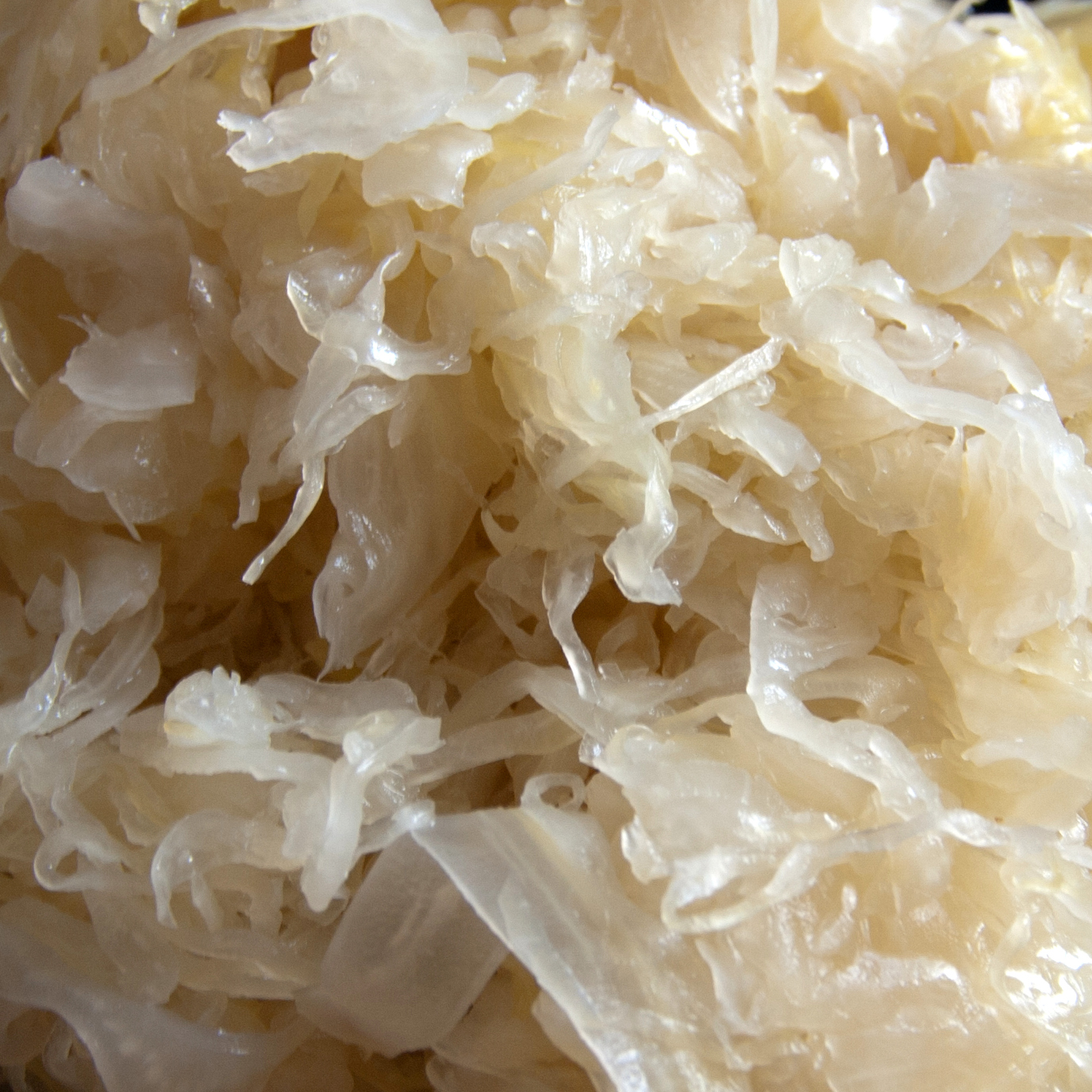
Chucrut blanco o col fermentada.

Las frutas, generalmente bien maduras, y parte de las verduras, son comestibles crudos. En el caso de las semillas, la germinación puede ablandarlas lo suficiente como para permitir masticarlas, y de paso inicia procesos que destruyen toxinas y antivitaminas presentes en el grano crudo, o forman nutrientes más asimilables (como sacáridos a partir del almidón) o nuevos, como algunas vitaminas. El machacado para formar copos es otra posibilidad, así como la fermentación. Tubérculos como la mandioca o la yuca contienen glucósidos cianógenos que impiden su consumo en crudo, y otros, como las patatas, aunque no son venenosos, son indigestos si no se cocinan.

## Alimentos animales que pueden comerse crudos

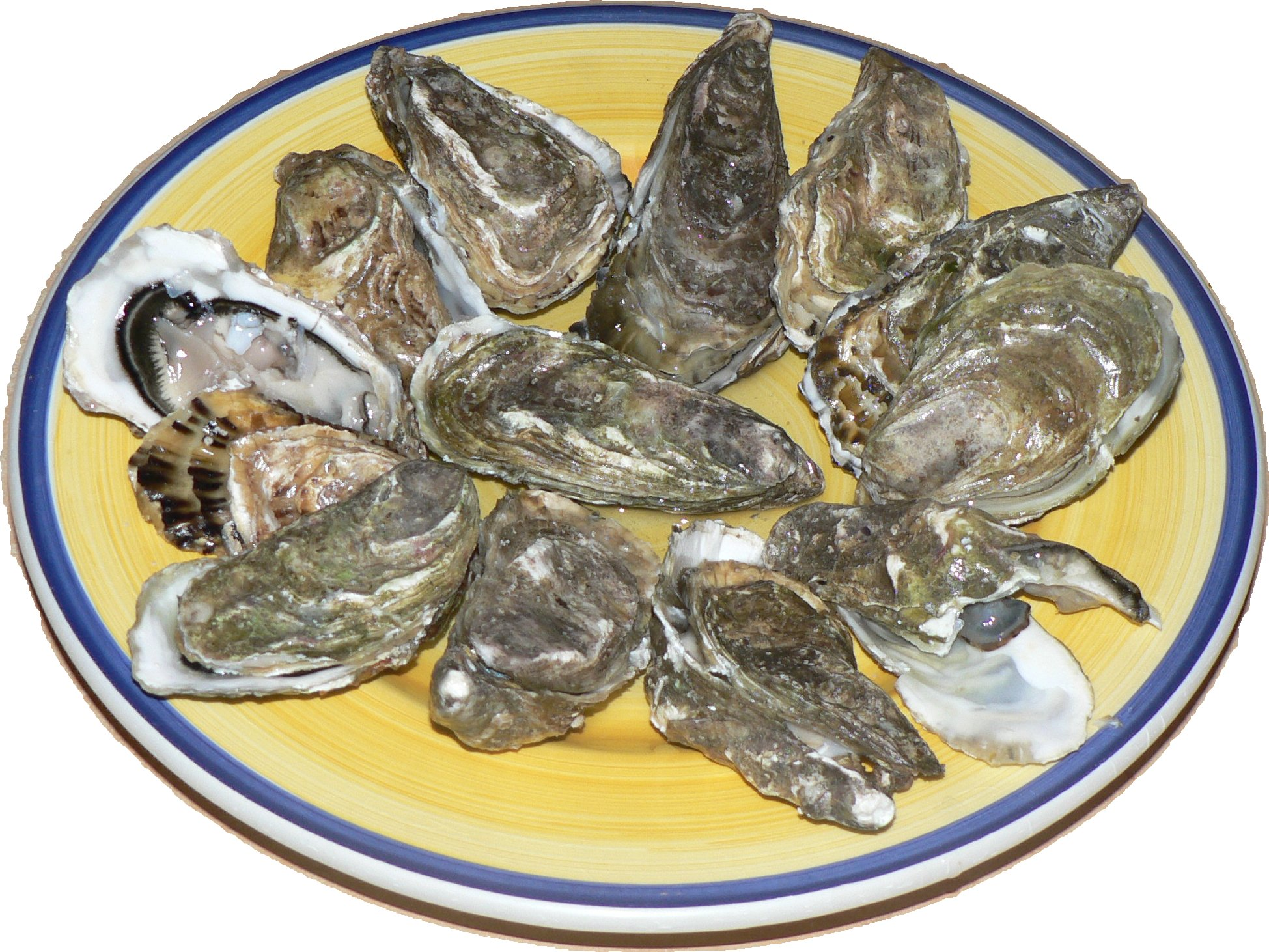
Ostras crudas, alimento típico de la gastronomía francesa divulgado globalmente.
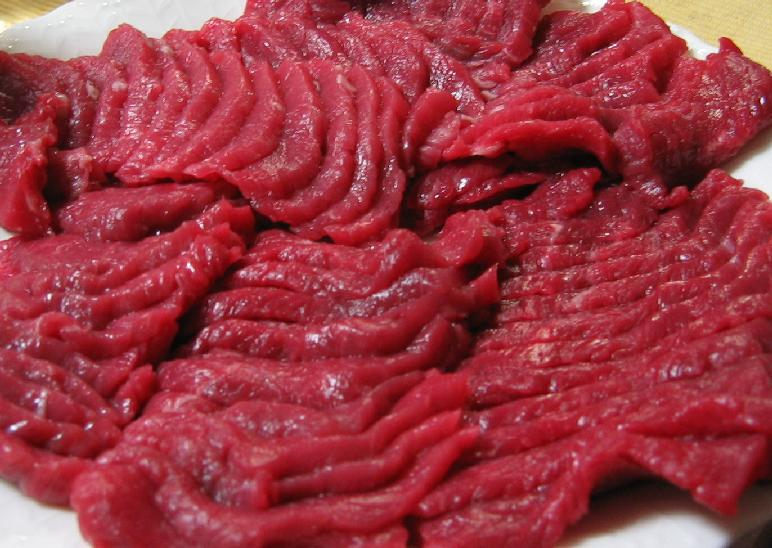
Basashi, plato japonés de carne de caballo cruda.
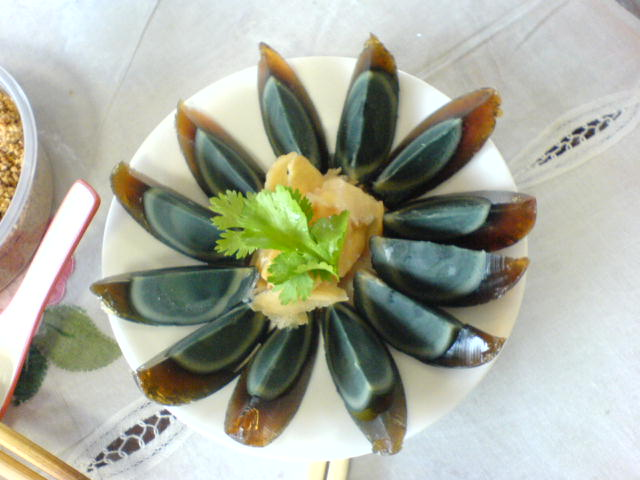
Huevo centenario chino, en rodajas.
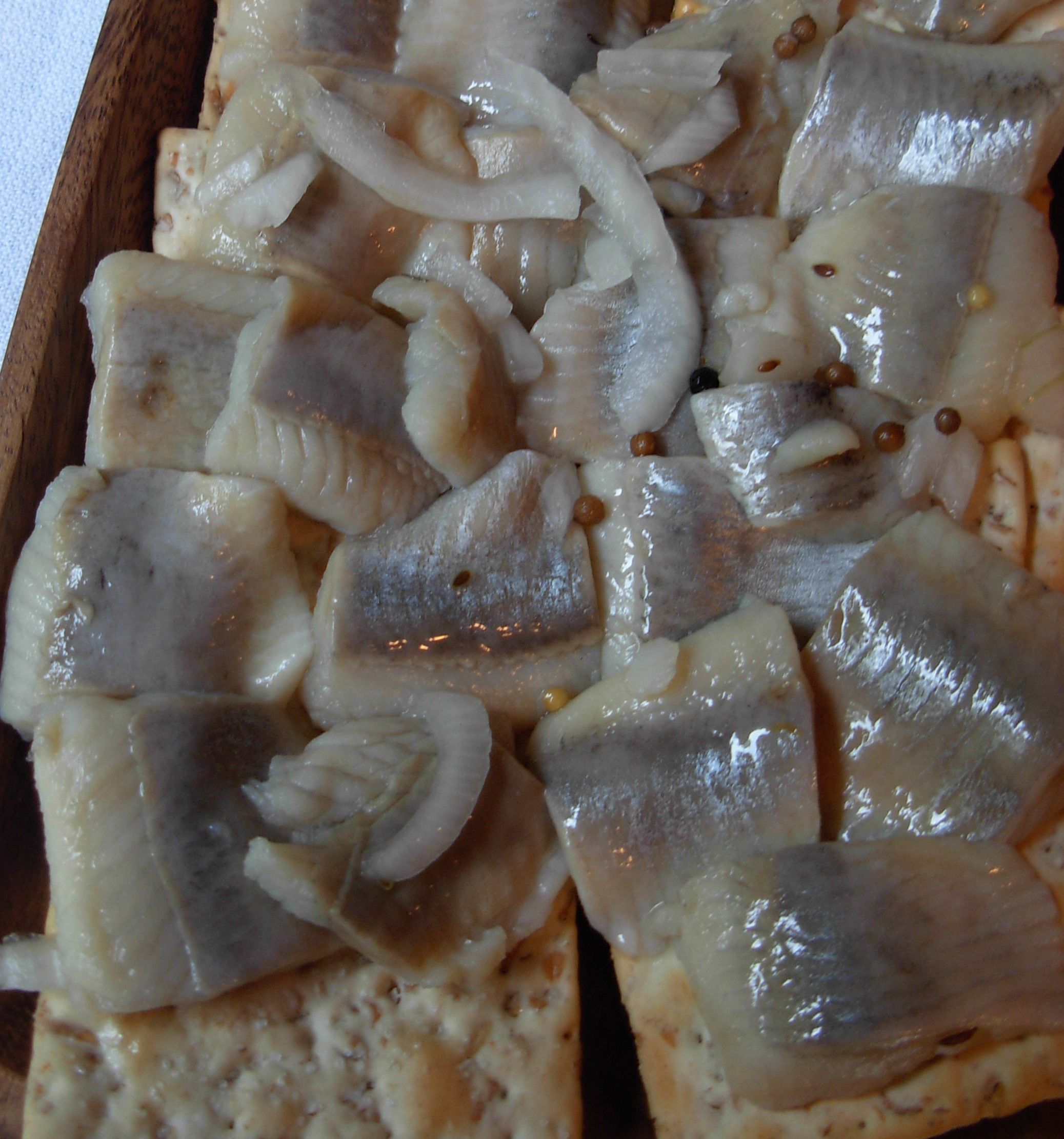
Arenque crudo fermentado escandinavo.
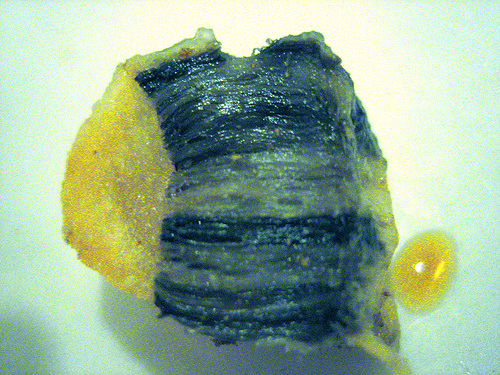
Muktuk, carne de ballena cruda, típico inuit.

Algunos alimentos animales pueden consumirse crudos, especiados o fermentados, como algunos moluscos marinos, pescados, carnes, así como los productos lácteos y sus derivados. Sin embargo hay que tener presente que los productos de origen animal deben vigilarse especialmente para evitar riesgos, ya que pueden contener toxinas (la ciguatera o las algas de la marea roja el caso de pescado o moluscos, toxina botulínica en el caso de carnes conservadas) parásitos (Trichinella, Anisakis) o gérmenes infecciosos (Toxoplasma, Coxiella, etc), algunos de los cuales no son destruidos por los procedimientos de curado.  

## Historia
Los primeros documentos sobre dietas de alimentos crudos se asocian a ermitaños y monjes que practicaban el ascetismo. Por ejemplo, Juan de Egipto, un ermitaño del desierto de Nitria, vivió durante cincuenta años con una dieta de frutos secos y verduras; nunca comió nada cocinado.Las pruebas documentadas de un compromiso con los alimentos crudos son del monje etíope Qozmos, que a finales del siglo XIII se comprometió con la disciplina ascética de comer sólo alimentos no cocinados. Esto supuso un problema para su monasterio de la Iglesia Ortodoxa Etíope Tewahedo, porque se negó a comer el pan de la Eucaristía, que está cocinado. En consecuencia, huyó de la iglesia y se fue a vivir con la comunidad judía de Beta Israel.
Las dietas contemporáneas a base de alimentos crudos fueron desarrolladas por primera vez en Suiza por Maximilian Bircher-Benner (1867-1939), que de joven se vio influido por el movimiento alemán de la Lebensreform, que consideraba que la civilización estaba corrompida y buscaba "volver a la naturaleza"; adoptaba la medicina holística, el nudismo, el amor libre, el ejercicio y otras actividades al aire libre, y los alimentos que consideraba más "naturales". Bircher-Benner acabó adoptando una dieta vegetariana, pero fue más allá y decidió que los alimentos crudos eran lo que realmente debían comer los humanos; se vio influenciado por las ideas de Charles Darwin de que los humanos eran otro tipo de animales y Bircher-Benner observó que otros animales no cocinan su comida. En 1904 abrió un sanatorio en las montañas de las afueras de Zúrich llamado "Lebendinge Kraft" o "Fuerza Vital", un término técnico del movimiento Lebensreform que se refería especialmente a la luz solar; él y otros creían que esta energía estaba más "concentrada" en las plantas que en la carne, y que disminuía al cocinarla.